# Paul Guichonnet
Paul Guichonnet, né le 9 juin 1920 à Megève et mort le 13 septembre 2018 à Contamine-sur-Arve, est un géographe et un historien français, spécialiste de la Savoie et de la période de l'Annexion de la Savoie ainsi que de l'unité italienne. 

## Biographie

### Études
Paul Guichonnet naît le 9 juin 1920 à Megève. Il est le fils de Gaston Guichonnet et d'Angèle Garcin, tous deux instituteurs. Son grand-père, Jean-Marie Guichonnet, le fut également.
Il a fait ses études à la faculté des lettres de Grenoble, puis à l'Institut de géographie alpine. Licencié en histoire et géographie, il publie sa thèse en 1962 sur « La région du Mont-Blanc : essai de géographie économique et humaine ».

### Carrière universitaire
De 1962 à 1985, il enseigne à l'université de Genève, dont il est doyen de la faculté des sciences économiques et sociales en 1970,. En 1972, il est à l'origine de la création du département de géographie au sein de la faculté. Il est professeur honoraire de l'université.
Ses travaux sont particulièrement consacrés à l'histoire de la Savoie, notamment le traité de Turin et l'Annexion de la Savoie, à l'Italie et l'unité italienne.

### Autres activités
Il est correspondant de l'Académie des sciences morales et politiques, dans la section d'histoire et de géographie, et élu en 1986 à l'Académie des sciences, belles-lettres et arts de Savoie, avec pour titre académique titulaire,. Il est membre, depuis 1956, et président, depuis 1984, de l'Académie florimontane, ainsi que président d'honneur de l'Académie du Faucigny. Il a été président de la Société d'histoire et d'archéologie de Genève et de la Société de géographie et de la société d'histoire de Genève. Il fut membre correspondant de l'Institut de France et membre d'honneur de la Société de géographie de Genève, de la Société de géographie de Lisbonne et de la Società Geografica Italiana.
Il intervient comme chroniqueur dans Le Messager, sur le thème « L’Histoire savoyarde » au cours des années 2000.
Paul Guichonnet meurt le 13 septembre 2018, à Contamine-sur-Arve.

### Mandats électifs
Il est conseiller municipal et adjoint au maire de Bonneville de 1953 à 1971 et de nouveau conseiller municipal de 1983 à 1989.

## Affaire de la Ligue savoisienne
Lors de la naissance de la Ligue savoisienne, entre 1996 et 1997, alors que le mouvement indépendantiste fait de la promotion dans les communes en racontant sa version de l'histoire de la Savoie, notamment au sujet de l'Annexion de 1860, les spécialistes de la région comme Paul Guichonnet ou encore l'historien savoyard André Palluel-Guillard tentent de s'opposer à ce discours desannexionniste. Paul Guichonnet, spécialiste de la réunion de la Savoie à la France, est ainsi accusé de « chantre stipendié de l'Annexion ». La Ligue savoisienne va alors les poursuivre devant la justice, recherchant ainsi une audience institutionnelle à son discours. Palluel-Guillard sera lui aussi quelque temps plus tard en 1997 poursuivi en justice par la même ligue pour avoir parlé de « falsification ». S'ensuivra une polémique publique pour le soutenir avec une pétition réunissant plus de 1 700 signatures dont de nombreux historiens et étudiants,.

## Publications

### Histoire de l'Italie
- 1961, Cavour, agronomo e uomo d'affari, Feltrinelli
- 1966, L'Italie au temps de Stendhal, Hachette, Paris
- 1969, L'Italie. La monarchie libérale (1870-1922), Hatier, coll. « Université », Paris
- 1996, L'Unité italienne, PUF, coll. « Que sais-je ? », Paris
- 1997, Histoire de l'Italie, PUF, coll. « Que sais-je ? », Paris
- 1999, Mussolini et l'Italie, PUF, coll. « Que sais-je ? », Paris

### Histoire de la Savoie
- L'émigration alpine vers les pays de langue allemande - Revue de géographie alpine, t.36, 1948, p. 533-576 + cartes (du XVe au XVIIe siècle, les Savoyards en Alsace)
- 1954, Savoie, Arthaud Pour lequel il reçut un prix de l'Académie française
- 1956, Notre Bonneville, 3e édition revue et augmentée 2008, éditions Le Tour
- 1960, Théorie des frontières naturelles et principe des nationalités dans l'annexion de la Savoie à la France : 1858-1860, in Revue des Travaux de l'Académie des Sciences morales & politiques, Sirey
- 1982, Histoire de l'annexion de la Savoie à la France et ses dossiers secrets, Le Messager : Horvath
- 1985, Histoire d´Arthaz-Pont-Notre-Dame, Académie salésienne, Annecy lire en ligne sur Gallica
- 1994, Les monts en feu : la guerre en Faucigny, 1793, Académie salésienne, Annecy lire en ligne sur Gallica
- 1996, Nouvelle Histoire de la Savoie, Privat, Toulouse, 367 p.[10]
- 1998, Histoire de l'annexion de la Savoie à la France : les véritables dossiers secrets de l'annexion, La Fontaine de Siloé (éd. revue et augmentée en 1999, 2003)
- 2000, Histoire et civilisation des Alpes, Privat, Toulouse
- 2000, Histoire d'Annecy, Privat, Nantes
- 2002, avec Philippe Joutard, Marie-Christine Vellozi, Marie-Thérèse Vercken, Hugues Lebailly, Mont-blanc : conquete de l'imaginaire, La Fontaine de Siloé, coll. « Paul Payot »,  (ISBN 284206206X)
- 2007, Nouvelle Encyclopédie de la Haute-Savoie, La Fontaine de Siloé,  (ISBN 9782842063740)
- 2009, Dictionnaire historique de l'Annexion, La Savoie et l'Europe, collectif, dirigé avec Christian Sorrel, La Fontaine de Siloé et la FACIM, 714 p.

### Histoire de la Suisse
- 1972, « Les Valaisans et la colonisation de la Mitidja », Le Globe, « Mémoires »
- 1974, Histoire de Genève, Privat/Payot, Lausanne (réédition en 1986)

### Autres
- 1965, Le Mozambique : esquisse géographique, Société de géographie de Genève
- 1974, avec Claude Raffestin, Géographie des frontières, Paris, PUF
- 1986, Proverbes et dictons de Savoie (savoyard - français), Editions Rivages  (ISBN 2-86930-003-4)
- 1986, Le parler savoyard (Mots et expressions du terroir), Editions Rivages  (ISBN 2-86930-006-9)
- 2011, Les Chastel, Editions Lolant  (ISBN 978-2-9532859-1-8)

## Distinctions

### Décorations
- Officier de la Légion d'honneur
- Commandeur de l'ordre des Palmes académiques

Titulaire d'autres distinctions tant françaises qu'étrangères.

### Récompenses
- Il a obtenu le prix des Neiges décerné aux Savoyards ayant illustré leur pays et la Plume d'or attribuée par la Société des auteurs savoyards.
- En 1995, il reçoit la Plume d'or de la Société des auteurs savoyards (SAS) qu'il a toujours soutenue.